# ルイジアナ1927
「ルイジアナ1927」（Louisiana 1927）は、ランディ・ニューマンが作詞作曲しレコーディングした1974年の楽曲である。アルバム『グッド・オールド・ボーイズ』に収録されている。ルイジアナ州とミシシッピ州で70万人もの人口が家を追われた1927年のミシシッピ大洪水を題材として歌っている。

## 歌詞
被災地域の名もなき住民の観点から歌われ、ルイジアナ州の セントバーナード郡および プラークミンズ郡の洪水が起きた際の様子について語られる設定となっている。「ルイジアナ1927」はこれらの郡で洪水がもたらした住民の惨状を描きだした。具体的には、広がる破壊の実態（川は突き抜けプラークミンズ郡まで到達した）、および洪水の水嵩（エヴァンジェリン郡の通りには6フィート高の水）が歌詞の中に登場する。
また連邦政府の冷淡な反応についても歌われている。ここで描かれているのはカルビン・クーリッジ大統領と「小柄で太った男」の架空の現地視察であり、惨状を見た大統領が「貧乏な白人の土地を川が破壊したのは残念」という素っ気ないコメントをするという内容になっている。
2005年のハリケーン・カトリーナのあと、NPRはこの曲についてニューマンにインタビューで聞いている。彼は次のように語った。「私はロサンゼルスに生まれましたが、生後1週間ほどでニューオーリンズに行ったんです。私の母親はそちらの出身で、今も彼女の親族が住んでいるんです。私がまだ乳児だったころ何年か母親と暮らしていましたが、夏になると彼女の故郷に帰って過ごしていました。私が知るようになったのは別の場所で起こったことでしたが、私はその歴史に興味を持ち、この曲を書きました」。

## 曲調と展開
ゆったりとしたテンポで演奏される嘆きの歌である。アルバム『グッド・オールド・ボーイズ』収録のオリジナル・バージョンは冒頭ストリングスがイントロのメロディを奏で、続いてバンドとニューマンのピアノ、ヴォーカルが入ってくる。曲を通じて、ストリングスがバックに入っている。
一方、2003年のアルバム『ランディ・ニューマン・ソングブック Vol.1』で披露されたセルフ・カバーでは、サポートは入らないニューマンのピアノ弾き語りスタイルとなっている。

## 参加ミュージシャン
- ランディ・ニューマン Randy Newman - ピアノ、シンセサイザー、ボーカル
- デニス・バディマー Dennis Budimir - アコースティック・ギター
- ロン・エリオット Ron Elliott - アコースティック・ギター
- ラス・タイトルマン Russ Titelman - アコースティック・ギター、エレクトリック・ギター、エレクトリック・ベース
- ドン・ヘンリー Don Henley - バック・ボーカル
- グレン・フライ Glenn Frey - バック・ボーカル
- レッド・カレンダー Red Callender - ベース
- アンディ・ニューマーク Andy Newmark - ドラムス
- ジム・ケルトナー Jim Keltner - ドラムス
- ミルト・ホランド Milt Holland - ドラムス、パーカッション
- ウィリー・ウィークス Willie Weeks - エレクトリック・ベース
- ライ・クーダー Ry Cooder - エレクトリック・ギター
- ジョン・プラテイニア John Platania - エレクトリック・ギター
- アル・パーキンズ Al Perkins - ペダル・スティール・ギター
- ボビー・ホール・ポーター Bobbye Hall Porter - パーカッション

## その他のバージョン
この曲はハリケーン・カトリーナ後に歌われる機会が増え、世間一般よりカトリーナと結び付けて認識されるようになった。NBCで放映された「ハリケーン救済コンサート（A Concert for Hurricane Relief）」でアーロン・ネヴィルが歌い、またニューマン自身もTVネットワークを超えた募金活動「嵐からの避難：湾岸のためのコンサート（Shelter from the Storm: A Concert for the Gulf Coast）」で歌っている。
ニューマンはまた、「サタデー・ナイト・ライブ」の「マルディグラ・スペシャル」でフル・オーケストラが付いた演奏を披露した。カトリーナのためのチャリティ・アルバム『Our New Orleans』（ノンサッチ・レコード）にはオーケストラ付きの新たにレコーディングされたバージョンが収録された。オーケストラはルイジアナ・フィルハーモニック・オーケストラにニューヨーク・フィルハーモニックのメンバーが加わる形となっている
2007年、レイ・スティーヴンズはニューオーリンズとルイジアナへのトリビュート・アルバム『New Orleans Moon』の中でこの曲をカバーしている。シンガーでピアニストのマーシャ・ボールは、いくつかのカトリーナのベネフィット・コンサートに出演してこの曲を歌った。この曲はまたHBOのドラマ・シリーズ『Treme』のシーズン3エピソード7にも登場しており、そこでもアーロン・ネヴィルが歌っている。
ジョリー・ホランドは、 ハリケーン・ハービー後の2018年にリリースされたベネフィット・アルバム『Hummingbirds & Helicopters Vol 1: A Benefit for South Texas』でこの曲をカバーした。